# نينا باو
نينا باو (بالصينية: 鮑起靜) هي ممثلة صينية، ولدت في 20 يوليو 1949 بهونغ كونغ في الصين.

## وصلات خارجية
- نينا باو على موقع IMDb (الإنجليزية)
- نينا باو على موقع قاعدة بيانات الفيلم (الإنجليزية)
- نينا باو على موقع كينوبويسك (الروسية)